# Pont-de-Buis-lès-Quimerch
Pont-de-Buis-lès-Quimerch (bretonisch Pont-ar-Veuzenn) ist eine französische Gemeinde mit 3571 Einwohnern (Stand 1. Januar 2022) in der Region Bretagne im Département Finistère.

## Geographie
Der Ort wird von Fluss Douffine durchflossen, der rund zwei Kilometer weiter die Aulne erreicht. In diesem Abschnitt bildet die Douffine eine Trichtermündung.
Quimper liegt 28 Kilometer südlich, Brest 32 Kilometer nordwestlich und Paris etwa 480 Kilometer östlich.
Die Gemeinde besitzt eine Abfahrt an der Schnellstraße E 60 (Nantes-Brest) und einen Regionalbahnhof an der fast parallel verlaufenden Bahnstrecke Savenay–Landerneau.

## Geschichte
Pont-de-Buis-lès-Quimerch ist die jüngste Gemeinde im Département Finistère. Im Jahr 1949 wurde der Sender Quimerch erbaut sowie aus Teilen der Gemeinden Saint-Ségal und Quimerch die neue Gemeinde Pont-de-Buis gegründet. Diese wurde 1965 mit den Gemeinden Quimerch und Logonna-Quimerch zusammengelegt und trägt seitdem den Namen Pont-de-Buis-lès-Quimerch.

### Bevölkerungsentwicklung

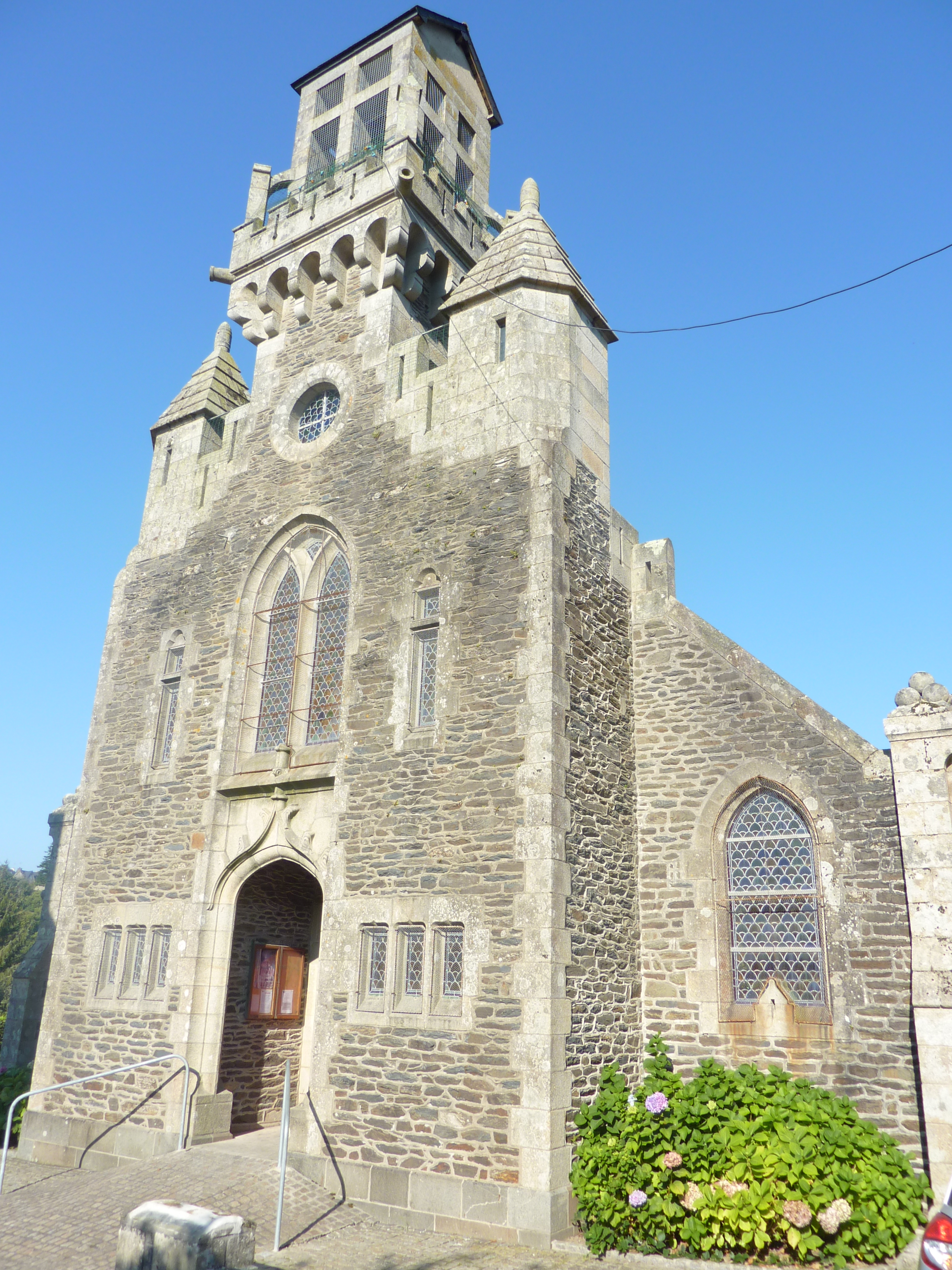
Kirche Sainte-Barbe

| Jahr                       | 1962 | 1968 | 1975 | 1982 | 1990 | 1999 | 2009 | 2017 |
| Einwohner                  | 3060 | 3999 | 3916 | 3710 | 3373 | 3385 | 3821 | 3792 |
| Quellen: Cassini und INSEE |      |      |      |      |      |      |      |      |